# Deltochilum granulosum
Deltochilum granulosum là một loài bọ cánh cứng trong họ Bọ hung (Scarabaeidae).